# Кайзер, Карл (дирижёр)
Карл Кайзер (нем. Karl Kaiser, известный также как Драгутин Кайзер (хорв. Dragutin Kaiser); 20 сентября 1873, Вена — 15 июня 1915, Гримменштайн) — австрийский дирижёр и музыкальный педагог, работавший преимущественно в Хорватии.

## Биография
В юности дебютировал в составе Придворной капеллы как виолончелист, затем в Линцской опере как дирижёр. 
В 1896 г. обосновался в Загребе, где выступал как ансамблевый музыкант и открыл собственную музыкальную школу. Давал также частные уроки, в том числе Доре Пеячевич. 
В сезоне 1901—1902 годов работал корепетитором и ассистентом режиссёра на Байройтском фестивале, затем вернулся в Загреб, дирижировал несколькими оперными постановками, в том числе «Валькирией» Рихарда Вагнера в 1914 году. Гастролировал как дирижёр в Вене, Лейпциге и Берлине. На протяжении 10 лет выступал как музыкальный критик в загребской немецкой газете «Agramer Zeitung».